# فاسنیا
فاسنیا (به اسپانیایی: Fasnia) یک شهرستان در اسپانیا با جمعیت ۲٬۹۶۳ نفر است که در جزایر قناری واقع شده‌است.